# Vended
Vended ist eine US-amerikanische Nu-Metal-Band aus Des Moines, Iowa.

## Geschichte
Die Band wurde im Jahre 2018 vom Sänger Griffin Taylor und dem Schlagzeuger Simon Crahan gegründet. Die Bandgründer sind die Söhne der Slipknot-Mitglieder Corey Taylor und Shawn Crahan. Komplettiert wurde die Band durch die Gitarristen Cole Epseland und Connor Grodzicki sowie dem Bassisten Jeremiah Pugh. Der Bandname wird auf der zweiten Silbe betont und ist von dem Wort Vendetta abgeleitet. Da die Musiker noch allesamt minderjährig waren spielte die Band anfangs keine Konzerte. Den ersten Auftritt hatte die Band im März 2020 in ihrer Heimatstadt Des Moines, kurz vor dem Ausbruch der COVID-19-Pandemie. Im September 2021 veröffentlichte die Band ihre Debütsingle Asylum.
Am 12. November 2021 folgte die EP What Is It / Kill It. Im Jahre 2022 spielte die Band auf den Festivals Aftershock Festival, Alcatraz Hard Rock & Metal Festival, Bloodstock Open Air, Dynamo Metal Fest, Louder Than Life, Summer Breeze und dem Wacken Open Air. Im Frühjahr 2022 tourten Vended zusammen mit Loathe und Dying Wish im Vorprogramm von Code Orange durch Nordamerika. Im Herbst 2022 folgten zwei weitere Tourneen durch Nordamerika. Zunächst spielten Vended mit Fit for an Autopsy und Orbit Culture im Vorprogramm von In Flames. Es folgte eine weitere Tour mit P.O.D. und Malevolence im Vorprogramm von Jinjer.
Das Jahr 2023 begann mit einer Tour durch die USA mit Wargasm und dem Headliner Bloodywood. Es folgten Festivalauftritte beim Copenhell, Full Force, Graspop Metal Meeting, Hellfest, Nova Rock, Sweden Rock Festival, Tuska Open Air Metal Festival und Welcome to Rockville. Im Herbst eröffneten Vended eine Nordamerika-Tournee von Bullet for My Valentine und Of Mice & Men. Im Frühjahr 2024 spielten Vended ihre erste Headlinertournee in Europa mit den Vorgruppen The Gloom in the Corner und Profiler. Im September 2024 tourte die Band zusammen mit Knocked Loose im Vorprogramm von Slipknot durch die USA, bevor am 20. September 2024 das selbst betitelte, von Chris Collier produzierte Debütalbum erschien.

## Stil
C.C. Delorean vom Onlinemagazin Metal Sucks schrieb über Vendeds Debütalbum, dass es „der Schuss Adrenaline wäre, von dem der Nu Metal nicht wusste, dass er ihn braucht“. Laut Shania Richards vom Onlinemagazin Distorted Sound würden Vended „Leben in einer neue Ära des Metal einhauchen“ und „den Nu Metal zurückbringen“. Stefan Reuter vom deutschen Magazin Visions schrieb über das Debütalbum, dass jeder, der Slipknots frühe Alben mag, auch Vended mögen wird und verglich die Band zusätzlich mit Dope und Mushroomhead.
Das Onlinemagazin Revolver zählt Vended neben City Morgue, Code Orange, Loathe, Nova Twins, Orthodox, Spiritbox, Tallah, Tetrarch und Wargasm zu den zehn Bands, die die neue Welle des Nu Metal anführen. Die Band selber möchte nicht als Nu-Metal-Band bezeichnet werden. Schlagzeuger Simon Crahan bezeichnet die Musik seiner Band selbst als „fucking heavy metal“.

## Diskografie
Studioalben
- 2024: Vended

EPs
- 2021: What Is It / Kill It

## Musikpreise
| Jahr | Kategorie                            | für    | Resultat  |
| ---- | ------------------------------------ | ------ | --------- |
| 2022 | Best International Breakthrough Band | Vended | Nominiert |